# Valderrama (Antique)
Pour les articles homonymes, voir Valderrama.
Valderrama (officiellement municipalité de Valderrama : en Kinaray-a Banwa kang Valderrama ; en hiligaïnon Banwa sang Valderrama ; en tagalog : Bayan ng Valderrama) est une municipalité de quatrième classe de la province d'Antique, aux Philippines.
Lors du recensement de 2020, sa population s'élève à 19 971 habitants.

## Géographie
Valderrama est l'une des dix-huit municipalités de la province d'Antique, sur l'île de Panay, dans la région des Visayas occidentales au centre des Philippines ; elle est située  au sud-ouest de l'île, à 53 kilomètres au sud de San Jose de Buenavista, chef-lieu de la province.
D'une superficie totale de 273,79 kilomètres carrés, Valderrama est divisée administrativement en 22 barangays (districts) :
- Alon
- Bakiang
- Binanogan
- Borocboroc
- Bugnay
- Buluangan I
- Buluangan II
- Bunsod
- Busog
- Cananghan
- Canipayan
- Cansilayan
- Culyat
- Iglinab
- Igmasandig
- Lublub
- Manlacbo
- Pandanan
- San Agustin
- Takas (Poblacion)
- Tigmamale
- Ubos (Poblacion)

## Histoire
La municipalité porte le nom de Manuel Blanco Valderrama (es), gouverneur des Philippines de 1874 à 1877.